# (8566) 1996 EN
(8566) 1996 EN es un asteroide que forma parte de los asteroides Apolo, descubierto el 15 de marzo de 1996 por el equipo del Near Earth Asteroid Tracking desde el Observatorio de Haleakala, Hawái, Estados Unidos.

## Designación y nombre
Designado provisionalmente como 1996 EN.

## Características orbitales
1996 EN está situado a una distancia media del Sol de 1,506 ua, pudiendo alejarse hasta 2,154 ua y acercarse hasta 0,8582 ua. Su excentricidad es 0,430 y la inclinación orbital 37,97 grados. Emplea 675,323 días en completar una órbita alrededor del Sol.
El próximo acercamiento a la órbita terrestre se producirá en septiembre del año 2033.

## Características físicas
La magnitud absoluta de 1996 EN es 16,3. Tiene 2 km de diámetro y su albedo se estima en 0,217.